# Archidiecezja Tegucigalpy
Archidiecezja Tegucigalpy, łac. Archidioecesis Tegucigalpensis – diecezja Kościoła rzymskokatolickiego w Hondurasie. Należy do metropolii Tegucigalpy. Została erygowana 2 lutego 1916 roku jako spadkobierczyni diecezji Comayagua erygowanej w 1561.

## Ordynariusze
- Alfonso de Talavera, O.S.H. (1531–1540)
- Alonso de Guzman, O.S.H. (1532–1535)
- Cristóbal de Pedraza (1539–1553)
- Jerónimo de Covella, O.S.H. (1556–1575)
- Alfonso de la Cerda, O.P. (1578–1587)
- Gaspar de Andrada, O.F.M. (1587–1612)
- Alfonso del Galdo, O.P. (1612–1628)
- Luis de Cañizares, O.F.M. (1628–1645)
- Juan Merlo de la Fuente (1650–1656)
- Alonso Vargas, O.S.A. (1678–1699)
- Pedro de los Reyes Ríos de la Madrid, O.S.B. (1699–1700)
- Juan Pérez Carpintero, O. Praem. (1701–1724)
- Antonio Guadalupe Lopez Portillo, O.F.M. (1725–1742)
- Francisco Molina, O.S.Bas. (1743–1749)
- Diego Rodríguez de Rivas Velasco (1751–1762)
- Isidro Rodríguez, O.S.Bas. (1764–1767)
- Antonio Macarayuca Minguilla de Aguilain (1767–1772)
- Francisco José Palencia (1773–1775)
- Francisco Antonio de San Miguel Iglesia Cajiga, O.S.H. (1777–1783)
- Fernando Cardiñanos, O.F.M. (1788–1794)
- Vicente Navas, O.P. (1795–1809)
- Francisco de Paula Campo Pérez (1844–1853)
- Juan Félix de Jesús Zepeda (1861–)
- Manuel Francisco Vélez (1887–1902)
- Jaime-Maria Martinez Cabanas (1902–1921)
- Agustín Hombach, C.M. (1923–1933)
- José de la Cruz Turcios Barahona, S.D.B. (1947–1962)
- Héctor Enrique Santos Hernández, S.D.B. (1962–1993)
- Oscar Andrés Rodríguez Maradiaga, S.D.B. (1993–2023)
- José Vicente Nácher Tatay (od 2023)